# منتخب يوغوسلافيا لكرة السلة
منتخب يوغوسلافيا الوطني لكرة السلة  هو ممثل يوغوسلافيا الرسمي في المنافسات الدولية في كرة السلة .